# Skratki
Skratki – największe zanieczyszczenia mechaniczne znajdujące się w ściekach, płynące lub wleczone po dnie kanału, które jako pierwsze są usuwane w oczyszczalni ścieków. Ich nazwa pochodzi od krat, na których są zatrzymywane.
Skład skratek jest silnie uzależniony od źródła pochodzenia ścieków. Są to większe i mniejsze przedmioty oraz relatywnie duże cząstki materii, które mogą być typowym składnikiem ścieków danego rodzaju, jednak mogą one pochodzić również z nieszczelności i innych awarii samego systemu odprowadzania ścieków oraz z niewłaściwego użytkowania takiego systemu (np. poprzez nielegalne podłączenie się do niego nadawcy ścieków o innych parametrach niż przewidziane dla danego systemu). Dlatego też skratki wyłapywane są w większych lub mniejszych ilościach praktycznie we wszystkich systemach odprowadzania ścieków do oczyszczalni.
W największej ilości skratki wychwytywane są w ściekach komunalnych. Ich skład i ilość uzależnione są od pory dnia i pory roku; ścieki pochodzące z pory nocnej zawierają ogólnie znacznie mniej skratek, gdyż ścieki te powstają głównie w wyniku nieszczelności instalacji wodociągowej (głównie spłuczek w ubikacjach), natomiast przykładem uzależnienia składu skratek od pory roku jest zwiększone występowanie cząstek owoców w miesiącach letnich. W skład skratek ścieków komunalnych wchodzą głównie odpady kuchenne, papier i tekstylia. Do najciekawszych przykładów skratek należą telefony komórkowe, portfele oraz zegarki. 